# Näldens IF
Näldens IF  är en idrottsförening från Nälden i Jämtlands län. Föreningens ishockeylag spelade säsongen 2008/2009 i division 1 men flyttades därefter ner till division 2. Sedan 2019 spelar man i Hockeytrean.